# Martinus Osendarp
Martinus Osendarp (Delft, 21 de mayo de 1916-20 de junio de 2002) fue un atleta neerlandés, especialista en las pruebas de 100 m y 200 m en las que llegó a ser medallista de bronce olímpico en 1936.

## Carrera deportiva
En los JJ. OO. de Berlín 1936 ganó la medalla de bronce en los 100 metros, con un tiempo de 10.5 segundos, llegando a meta tras los estadounidenses Jesse Owens y Ralph Metcalfe; además ganó otra medalla de bronce en los 200 metros, con un tiempo de 21.3 segundos, de nuevo tras Jesse Owens (oro) y el también estadounidense Mack Robinson (plata).
Dos años después, en el Campeonato Europeo de Atletismo de 1938 ganó el oro en los 100 metros, llegando a meta en un tiempo de 10.5 segundos, por delante del italiano Orazio Mariani y del sueco Lennart Strandberg.